# Волково (община Гьорче Петров)
Вижте пояснителната страница за други значения на Волково.
Волково или Вучи дол (на македонска литературна норма: Волково) е село в Северна Македония, част от община Гьорче Петров.

## География
Селото е разположено на десния бряг на Лепенец на два километра северозападно от столицата Скопие и на практика е квартал на града. Край Волково се намира едноименният граничен контролно-пропускателен пункт с Косово през който преминава трафикът по европейски път Е65, на косовска територия е ГКПП Генерал Янкович.

## История
В края на XIX век Вучи дол е село в Скопска каза на Османската империя. Според статистиката на Васил Кънчов („Македония. Етнография и статистика“) към 1900 година във Вучи дол живеят 96 българи християни.
Според патриаршеския митрополит Фирмилиан в 1902 година във Вучи дол има 16 сръбски патриаршистки къщи. По данни на секретаря на Българската екзархия Димитър Мишев („La Macédoine et sa Population Chrétienne“) в 1905 година във Вучидол има 40 българи екзархисти и функционира българско училище. Според секретен доклад на българското консулство в Скопие в началото на XX век цялото християнско население на селото е сърбоманско под върховенството на Цариградската патриаршия.
След Междусъюзническата война в 1913 година селото попада в Сърбия.
На етническата си карта от 1927 година Леонард Шулце Йена показва Вучи дол (Vučidol) като село с неясен етнически състав.
На етническата си карта на Северозападна Македония в 1929 година Афанасий Селишчев отбелязва Вучи дол като българско село.
Според преброяването от 2002 година Волково има 6750 жители.
| Националност     | Всичко |
| северномакедонци | 6187   |
| албанци          | 0      |
| турци            | 0      |
| роми             | 45     |
| власи            | 5      |
| сърби            | 429    |
| бошняци          | 1      |
| други            | 83     |